# گیوم-فرانسوا روله
گیوم-فرانسوا روله (فرانسوی: Guillaume-François Rouelle‎؛ زاده ۱۶ سپتامبر ۱۷۰۳ درگذشته ۳ اوت ۱۷۷۰) یک شیمی‌دان اهل فرانسه بود.